# VDL Kusters Parade
De VDL Kusters Parade is een low floor-midibus, werd geproduceerd door de Nederlandse busfabrikant VDL Kusters. De bussen werden gebouwd op een Mercedes-Benz Sprinter-chassis. De bus werd in 2004 door VDL Kusters speciaal ontwikkeld voor Hermes voor gebruik op de minder drukke lijnen in Noord- en Midden-Limburg.

## Inzet
De Parade kwam voor bij de Nederlandse vervoerders Arriva, Connexxion en Hermes. Daarnaast werden er enkele exemplaren geëxporteerd naar onder andere Zweden.
| Land      | Bedrijf                  | Serie     | Aantal | Inzet                                     | Opmerking | Afbeelding |
| --------- | ------------------------ | --------- | ------ | ----------------------------------------- | --- | ---------- |
| Nederland | Asser Taxi Centrale      | BR-HG-37  | 1      | Servicebus Assen                          | Bus werd ingezet in opdracht van Arriva |            |
| Nederland | Connexxion               | 1500-1513 | 14     | Friesland                                 | Voormalig Hermes-bussen. 1500, 1503 en 1510 hebben tussen december 2006 en juli/september 2007 dienstgedaan bij Van Driel op de stadsdienst van Oss, voordat ze naar Connexxion toe gingen. Zijn na verlies van de concessie Noord- en Zuidwest Friesland buiten dienst gegaan.            |            |
| Nederland | Connexxion               | 1902-1903 | 2      | Zeeland                                   | Kwamen oorspronkelijk in dienst om te rijden in Lelystad, maar werden vanwege capaciteitsproblemen snel ingezet in andere concessies. Zo hebben deze bussen ook tijdelijk gereden in de Concessie Zaanstreek                                                                               |            |
| Nederland | Connexxion               | 3151      | 1      | Het Gooi                                  | Was oorspronkelijk een demobus. |            |
| Nederland | Connexxion Taxi Services | 1500-1507 | 8      | Verschillende concessies                  | 1501-1502, 1504-1509: Voorheen Connexxion, daarvoor Hermes 1500, 1503, 1510: Voorheen Connexxion, daarvoor Van Driel, daarvoor Hermes 1503 en 1507 zijn buiten dienst en verkocht aan "Van Gerwen Reizen".                                                                                 |            |
| Nederland | Connexxion Taxi Services | 1509-1510 | 2      | Verschillende concessies                  | 1501-1502, 1504-1509: Voorheen Connexxion, daarvoor Hermes 1500, 1503, 1510: Voorheen Connexxion, daarvoor Van Driel, daarvoor Hermes 1503 en 1507 zijn buiten dienst en verkocht aan "Van Gerwen Reizen".                                                                                 |            |
| Nederland | Drenthe Tours            | 106       | 1      |                                           | |            |
| Nederland | Hermes                   | 1500-1514 | 15     | Noord- en Midden-Limburg                  | Zijn in december 2006 na verlies van de Concessie Limburg overgegaan naar Connexxion, die de bussen in 2007 heeft ingezet in Friesland en naar Van Driel die de bussen inzette op de stadsdienst van Oss. De 1514 was eind december 2006 opgelegd, maar in 2009 verkocht aan UVO/van Dijk. |            |
| Nederland | Van Driel                | Oss 1     | 1      | Stadsdienst Oss (in opdracht van Arriva). | Ex-Hermes 1500, 1510 en 1503 (precies in die volgorde) Gehuurd van Hermes van december 2006 tot juli/september 2007. Na komst van de VDL Procity-bussen overgegaan naar Connexxion. |            |
| Nederland | Van Driel                | Oss 2     | 1      | Stadsdienst Oss (in opdracht van Arriva). | Ex-Hermes 1500, 1510 en 1503 (precies in die volgorde) Gehuurd van Hermes van december 2006 tot juli/september 2007. Na komst van de VDL Procity-bussen overgegaan naar Connexxion. |            |
| Nederland | Van Driel                | Oss 3     | 1      | Stadsdienst Oss (in opdracht van Arriva). | Ex-Hermes 1500, 1510 en 1503 (precies in die volgorde) Gehuurd van Hermes van december 2006 tot juli/september 2007. Na komst van de VDL Procity-bussen overgegaan naar Connexxion. |            |
| Nederland | Van Gerwen Reizen        | 29        | 1      | Tourvervoer/versterkingsritten            | Voorheen Connexxion Taxi Services 1503 en 1507, daarvoor Connexxion, daarvoor Hermes |            |
| Nederland | Van Gerwen Reizen        | 31        | 1      | Tourvervoer/versterkingsritten            | Voorheen Connexxion Taxi Services 1503 en 1507, daarvoor Connexxion, daarvoor Hermes |            |
| Nederland | UVO                      | 444       | 1      | Noord-Groningen                           | Ex-Hermes 1514 |            |
| Zweden    | Nettbuss AB              | 70708     | 1      | Vårgårda                                  | Ex-Vårgårdabuss AB 39 |            |
| Zweden    | Vårgårdabuss AB          | 39-41     | 3      | Vårgårda                                  | 39 is verkocht aan Nettbuss AB |            |